# アサンテ・コトコSC
アサンテ・コトコSC (英語: Asante Kotoko Sporting Club) はガーナ・クマシに本拠地を置くサッカークラブである。コトコはアシャンティ王国のシンボルであるヤマアラシの現地語名。

## 歴史
1926年、アシャンティ出身の若者13人が中心となり、電気工学者であるL.Y.アサモアの支援を受けてアシャンティ・ユナイテッドFC(Ashanti United Football Club)が設立された。クラブはその後何度か名前を変え、1935年にクマシ・アサンテ・コトコFC(Kumasi Asante Kotoko Football Club)に改称した。

## タイトル

### 国内タイトル
- ガーナ・プレミアリーグ

 (24): 1959, 1963–64, 1964–65, 1967, 1968, 1969, 1972, 1975, 1980, 1981, 1982, 1983, 1986, 1987, 1988–89, 1990–91, 1991–92, 1992–93, 2003, 2005, 2007–08, 2011–12, 2012–13, 2013–14, 2021–22
- ガーナ・FAカップ

 (9): 1958, 1959, 1960, 1978, 1984, 1997–98, 2001, 2014, 2017
- ガーナ・スーパーカップ

 (3): 2012, 2013, 2014

### 国際タイトル
- CAFチャンピオンズリーグ

 (2): 1970, 1983

## 歴代監督
- カルロス・アルベルト・パレイラ 1968

## 歴代所属選手
- アンソニー・イエボア 1988-1990
- ニイ・ランプティ 2005-2006
- アイザック・ヴォーサー 2007
- サミュエル・インコーム 2008-2009
- サミュエル・クフォー 2009
- ラシド・スマイラ 2012-2013
- ハミヌ・ドラマニ 2014
- ジョン・メンサー 2014